# جاليكانو
جاليكانو؛ هي بلدية (بلدية) في مقاطعة لوكا في منطقة تسكانة الإيطالية، وتقع على بعد حوالي ٧٠كلم ٤٣ ميل شمال غرب فلورنسا وحوالي ٢٥كلم ١٦ ميل شمال غرب لوكا.
تقع البلدية في وادي سيرشيو على الضفة اليمنى لنهر سيرشيو.
تقع جاليكانو على حدود البلديات التالية: فارجا وبورغو وماتسانو وكاستيلنوفو دي غارفانانا وكوريغليا أنتيلمينيلي ودي فاليكو وفوشياندورا ومولتزانا. فبريش أبريش دي فيرجيمولي.

## المعالم السياحية الرئيسية
- روكا (قلعة) من تراسيليكو.
- كنيسة سان جيوفاني باتيستا
- كنيسة سانت أندريا
- كنيسة سان جاكوبو أبوستولو
- كنيسة سانتا لوسيا

## روابط خارجية
- الموقع الرسمي